# Zeta Ophiuchi
Zeta Ophiuchi (ζ Oph, ζ Ophiuchi) è la terza stella più luminosa della costellazione di Ofiuco; si tratta di una stella blu di sequenza principale situata a 456 anni luce dal sistema solare, di magnitudine apparente +2,54.

## Osservazione
Sebbene sia situata nell'emisfero celeste australe, ma distando appena 10 gradi dall'equatore celeste, può essere osservata dalla gran parte delle regioni della Terra, sebbene gli osservatori dell'emisfero sud siano più avvantaggiati. Nei pressi dell'Antartide appare circumpolare, mentre resta sempre invisibile solo in prossimità del circolo polare artico. La sua magnitudine pari a +2,54 le consente di essere scorta con facilità anche dalle aree urbane di moderate dimensioni. Può essere facilmente individuata sia come uno dei vertici del pentagono irregolare che viene a formare la costellazione di Ofiuco, sia prendendo come riferimento Antares, dalla quale dista circa 16 gradi in direzione nord.
Il periodo migliore per la sua osservazione nel cielo serale ricade nei mesi compresi fra maggio e settembre; da entrambi gli emisferi il periodo di visibilità rimane indicativamente lo stesso, grazie alla posizione della stella non lontana dall'equatore celeste.

## Caratteristiche
Zeta Ophiuchi è una stella di tipo spettrale O9V, avente una grande massa, equivalente a quella di 20 soli. Il raggio è 8 volte quello del Sole e con una temperatura superficiale superiore ai 30000 K emana gran parte della sua radiazione nell'ultravioletto; considerando anche questa lunghezza d'onda, la stella è 83000 volte più luminosa del Sole.
La sua luce azzurra è occultata in parte dalla presenza di polvere interstellare che la circonda, e che ne riduce notevolmente la luminosità apparente. Come le stelle della sua classe, espelle materia tramite venti stellari in grande quantità, alla velocità di 1600 km/s. Parte di questo materiale interstellare viene ionizzato dalla radiazione della stella, andando a costituire la nebulosa a emissione Sh2-27.
Zeta Ophiuchi è conosciuta anche come stella fuggitiva: si muove infatti nello spazio alla velocità di 87000 km/h e con un'età di circa 3-4 milioni di anni, è all'incirca alla metà del corso della sua vita, che terminerà con l'esplosione in supernova.
Gli astronomi hanno ipotizzato che in passato la stella faceva parte di un sistema binario, prima che la compagna, una stella ancor più massiccia, esplodesse in supernova e scagliasse Zeta Ophiuchi nello spazio a grande velocità, generando la nube giallastra visibile nell'infrarosso nell'immagine della NASA.

## Note

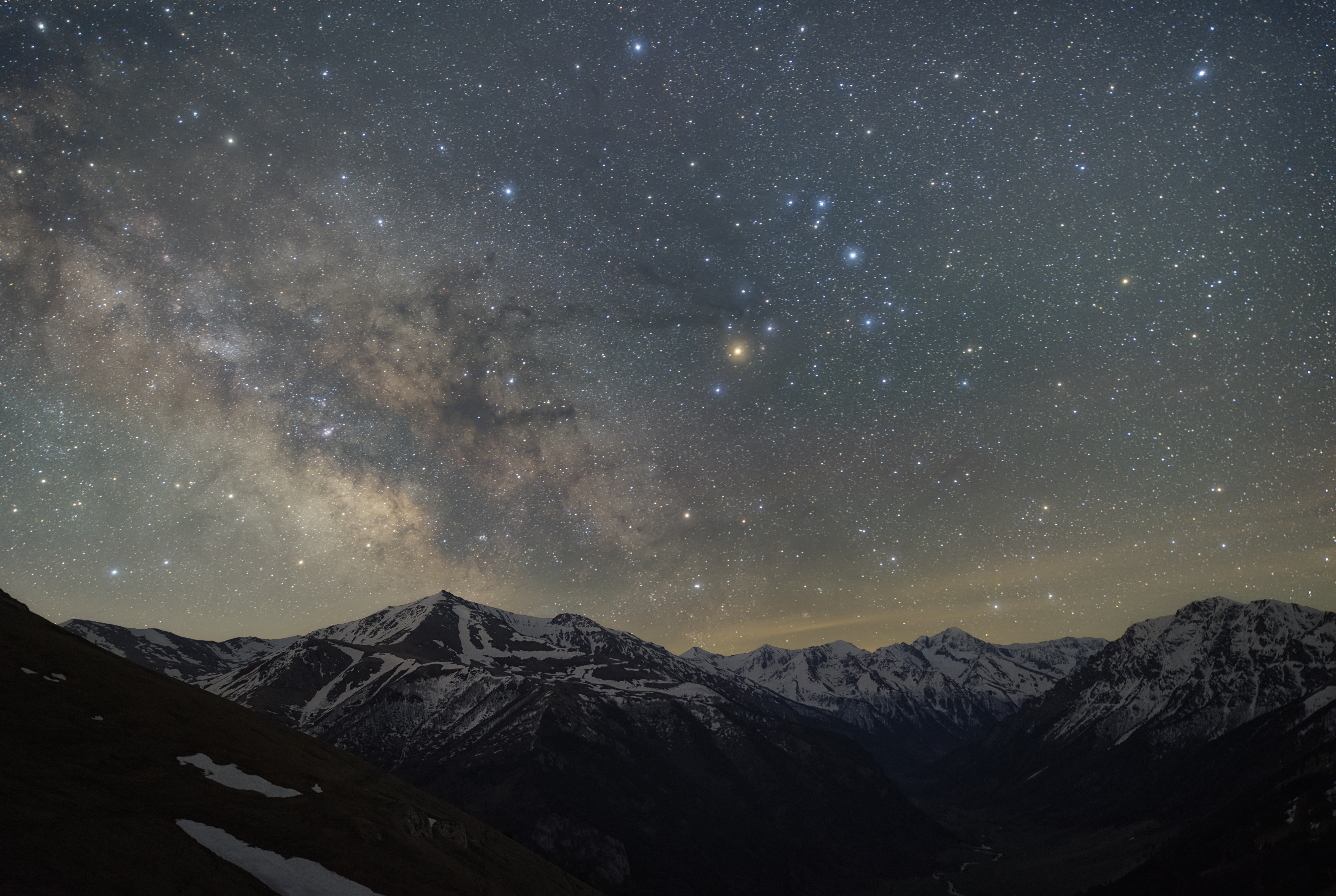
In questo campo stellare dominato dalla Via Lattea, dalla porzione superiore della costellazione dello Scorpione e dalla rossa Antares, è la stella brillante visibile al centro del bordo superiore.